# Hans Georg Niemeyer
Hans Georg Niemeyer est un historien, philologue et archéologue allemand né le 30 novembre 1933 à Hambourg et mort le 5 septembre 2007. 

## Travaux
- (de) Promachos. Untersuchungen zur Darstellung der bewaffneten Athena in archaischer Zeit, Hochschulschrift, Hamburg 1958 (auch 1960 beim Stiftland-Verlag Waldsassen/Bayern) (Dissertation).
- (de) Studien zur statuarischen Darstellung der römischen Kaiser, Hochschulschrift, Köln 1966 (auch in der Reihe Monumenta artis Romanae, 7 im Mann-Verlag Berlin, 1968) (Habilitation).
- (de) Einführung in die Archäologie, Wissenschaftliche Buchgesellschaft, Darmstadt 1968, 4. Auflage 1995 (Die Archäologie. Einführungen).
- (de) Phönizier im Westen (Hrsg.), von Zabern, Mainz 1982 (Madrider Beiträge, Bd. 8).
- (de) Das frühe Karthago und die phönizische Expansion im Mittelmeerraum, Vandenhoeck und Ruprecht, Göttingen 1989 (Veröffentlichung der Joachim-Jungius-Gesellschaft der Wissenschaften Nr. 60).
- (de) Die Phönizier im Zeitalter Homers (mit Ulrich Gehrig), von Zabern, Mainz 1990.
- (de) S¯emata. über den Sinn griechischer Standbilder, Vandenhoeck und Ruprecht, Göttingen 1996 (Berichte aus den Sitzungen der Joachim-Jungius-Gesellschaft der Wissenschaften e.V., Hamburg, Jg. 14, H. 1).
- (de) Karthago - die alte Handelsmetropole am Mittelmeer. Eine archäologische Grabung (mit Angela Rindelaub und Karin Schmidt), Hamburger Museum für Archäologie und die Geschichte Harburgs (Helms-Museum), Hamburg 1996.